# عالم مستقل

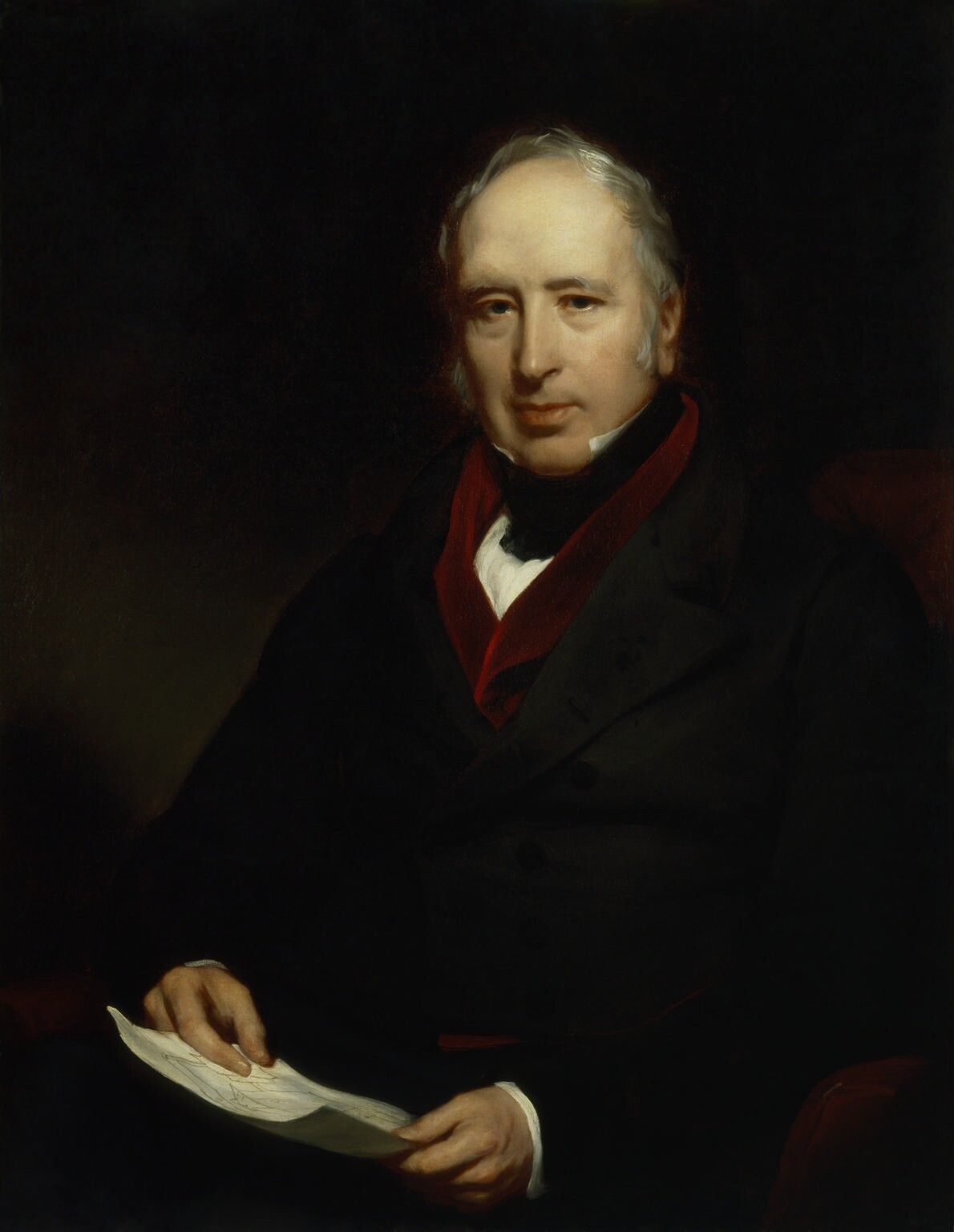

العالم المستقل (بالإنجليزية: Independent scientist)‏ هو مصطلح يطلق على العالم المستقل ماليًا، الذي يقوم بدراساته العلمية دون أن يكون منتميًا إلى مؤسسة عامة (جامعة أو كيان بحثي وتطويري حكومي).
قد لا يقضي العالم المستقل حياته العلمية بأكملها مستقلًا، إذ قد ينتسب إلى مؤسسة أكاديمية، ومثال ذلك تشارلز داروين، الذي كان منتسبًا إلى جمعية لندن الجيولوجية.

## من مشاهير العلماء المستقلين
| - أنتوني جاريت ليزي - أنطوان لافوازييه - أوليفر هيفسايد - بنجامين فرانكلين - تشارلز بابيج - تشارلز داروين - توماس يونغ | - جوزيف بريستلي - جوليان بربور - جون دالتون - جيمس بريد - جيمس لوفلوك - ديفيد ريتنهاوس - روبرت بويل | - ستيفن ولفرام - كريس ديت - مارك كاتسبي - نيكولا تسلا - هنري كافنديش - وليم فوكس تالبوت |